# Andrés Egaña
Andrés Antonio Egaña Respaldiza (n. Santiago de Chile, 8 de marzo de 1947) es un publicista, licenciado en comercialización y político chileno. 

## Primeros años de vida
Sus padres fueron Jaime Egaña Baraona (quien fuera embajador de Chile ante el Gobierno de Paraguay (entre 1961 a 1964) y diputado por la 7ª Agrupación Departamental de Santiago (periodos 1953-1957 y 1957-1961), y Pilar Respaldiza Sanfuentes.
Realizó sus estudios primarios en el Colegio Saint George´s en Santiago y los secundarios en el Patrocinio San José de Asunción en Paraguay, en la Escuela Militar del Libertador Bernardo O'Higgins y en el Colegio San Ignacio.
Ingresó a la Facultad de Economía de la Universidad de Chile titulándose en Comercialización. Estudió Publicidad y Marketing en el I.P.E.V.E. Es Publicista y Licenciado en Comercialización

### Matrimonio e hijos
Está casado con Mónica Bombal Otaegui. Tiene seis hijos: Mónica Paz, Bárbara, María Ignacio, María de Los Ángeles, Andrés José y Belén.

### Trayectoria profesional
En 1967 inició su carrera profesional en la empresa publicitaria S.R.S, como coordinador del Departamento de Arte y Fotografía. Posteriormente, fue jefe del Departamento de Cine y Televisión de la empresa Época Publicidad y se desempeñó en el Departamento de Ventas de Protel.
En enero de 1970 ingresó al Departamento Comercial de la Corporación de Televisión de la Universidad Católica de Chile (Canal 13) como promotor de ventas. Al año siguiente y hasta 1973, representó a los empleados ante el Directorio de la misma casa televisiva y fue secretario del Sindicato de Profesionales, Empleados y Obreros.
En 1973 fue elegido miembro del Claustro Pleno de la misma Universidad en representación del estamento administrativo. En abril de 1975 asumió como director gerente de la Corporación de Televisión de la Universidad Católica de Chile en la Octava Región (Canal 5 de Concepción), cargo que mantuvo hasta 1990. Al año siguiente, asumió como director de Programas y Eventos Especiales de Canal 13 en Santiago, cargo que dejó en 1995 tras asumir la Dirección de Planificación de Producción y Área Deportiva, donde permaneció hasta 2002.

### Carrera política
En 2001 fue elegido Diputado de Chile por el Distrito N.º 44, correspondiente a las comunas de Concepción, San Pedro de la Paz y Chiguayante, en la VIII Región del Bío-Bío, para el período 2002-2006. Aunque obtuvo la tercera mayoría electoral logró ser reelegido en 2005 para el período 2006-2010 gracias al Sistema Binominal.
Para las elecciones de diciembre de 2009, decidió no repostularse a la Cámara de Diputados.

## Historial electoral

### Elecciones parlamentarias de 2001
- Elecciones Parlamentarias de 2001 a Diputados por el distrito 44 (Concepción, San Pedro de la Paz y Chiguayante)[2]

### Elecciones parlamentarias de 2005
- Elecciones Parlamentarias de 2005 a Diputados por eldistrito 44 (Concepción, San Pedro de la Paz y Chiguayante)[3]